# 渋谷りな
渋谷 りな（しぶや りな、1982年3月4日 - ）は、日本のAV女優。
- 当初、上戸さやでデビューした。

- その後、渋谷 りなに改名。

## 略歴
- 2004年 - AVデビュー。

## 作品

### アダルトビデオ
- EROrevoRINA（2004年6月18日 桃太郎映像出版）
- 素人コギャルズ MANIAX 11（2004年7月22日、V&Rプランニング）
- スーパーGスポット潮吹き女子校生10連発!!3時間スペシャル 5（2004年7月30日、クリスタル映像）
- 常夏ギャルズ 完全密着!楽園リゾートセックス（2004年9月23日、V&Rプランニング）
- ブリーディングクラブ 完全中出し受精3連発!! 受精ファイルNO. 40（2004年10月5日 プレステージ）
- HIGH SCHOOL FUCK（2004年12月8日、アイデアポケット）
- 素人ギャルズ[LEVEL A] VER.17（2004年12月8日、アリスJAPAN）
- 妹白書 ～妹との禁じられた遊び～（2004年12月24日、ギャンズ）
- プレシャス･ベスト･1（2005年1月28日、エアサプライ）
- Precious BEST VOL.1（2005年1月28日、デジタルバンク）
- 女子高生凌辱遊び vol.3（2005年2月11日、アニメイト）
- 僕の召使い ［猥褻ロリータメイド］（2005年3月31日、Private Fetishism）
- 私立ご奉仕学園 エロカワ日記（2006年6月23日、デジタルバンク） ※総集編

以下、発売日不明
- アナル中出しクラブ Vol.9
- ア◎ル中出しギャル・セレクション
- アクロス部
- Vanilla Girl Vol.1
- あどけなさ120ぱーせんと受け入れ体制準備完了
- 痴女への覚醒
- 妹のおまん○で遊んでみない？
- 『渋谷で5時FUCK』
- 元気はつらつ中だし(tokyo-hot)「ぐっジョブガール25」と同一
- Cream Vol.17
- Fuzz Vol.15
- Amateur Ko-Gal Mania XXX Vol.2
- 喜楽 Vol.5
- 美少女が教室で・・
- 妹の秘密 渋谷りな
- 無抵抗攻められ上手
- 思いっきり鳴かせて
- お金で売られる妹
- THE・現役ヘルス嬢
- MIX-JAM1
- カラーパレット
- 激秘女優
- ツーパック vol.6 パンティストッキング・パーティ
- ブリーディングクラブ　ファイル40